# 藤井秀明
もしかして
- 藤異秀明

ではありませんか？